# Astragalus miser
Astragalus miser — вид квіткових рослин з родини бобових (Fabaceae). Ареал охоплює такі країни: Канада (Альберта, Британська Колумбія), США (Айдахо, Монтана, Вайомінг, Південна Дакота, Вашингтон, Орегон, Невада, Юта, Аризона, Колорадо, Нью-Мексико).

## Середовище
Це багаторічна трав'яниста рослина, яка росте в сухих відкритих лісах, луках та порушених місцевостях. Деякі різновиди A. miser (oblongifolius та serotinus) отруйні для великої рогатої худоби та овець. Немає відомих серйозних загроз для цього виду.